# Liste der Mitglieder der American Academy of Arts and Sciences/1812
Im Jahr 1812 wählte die American Academy of Arts and Sciences 21 Personen zu ihren Mitgliedern.

## Neugewählte Mitglieder
- Ebenezer Adams (1765–1841)
- Jacob Bigelow (1787–1879)
- Archibald Bruce (1777–1818)
- Henry Channing (1760–1840)
- Daniel Chipman (1765–1850)
- Charles Etter (1774–1831)
- Gotthelf Friedrich Fischer von Waldheim (1771–1853)
- Nicolaus von Fuss (1755–1826)
- Frederick Hall (1780–1843)
- Horace Holley (1781–1827)
- George Gardner Lee (1774–1816)
- Ichabod Nichols (1784–1859)
- Benjamin Lynde Oliver (1760–1835)
- Elijah Paine (1757–1842)
- Friedrich Theodor von Schubert (1758–1825)
- Peter Oxenbridge Thacher (1776–1843)
- Joseph Tilden (1779–1853)
- John Dexter Treadwell (1768–1833)
- Daniel Appleton White (1776–1861)
- Leonard Woods (1774–1854)
- Rufus Wyman (1778–1842)